# Crotram

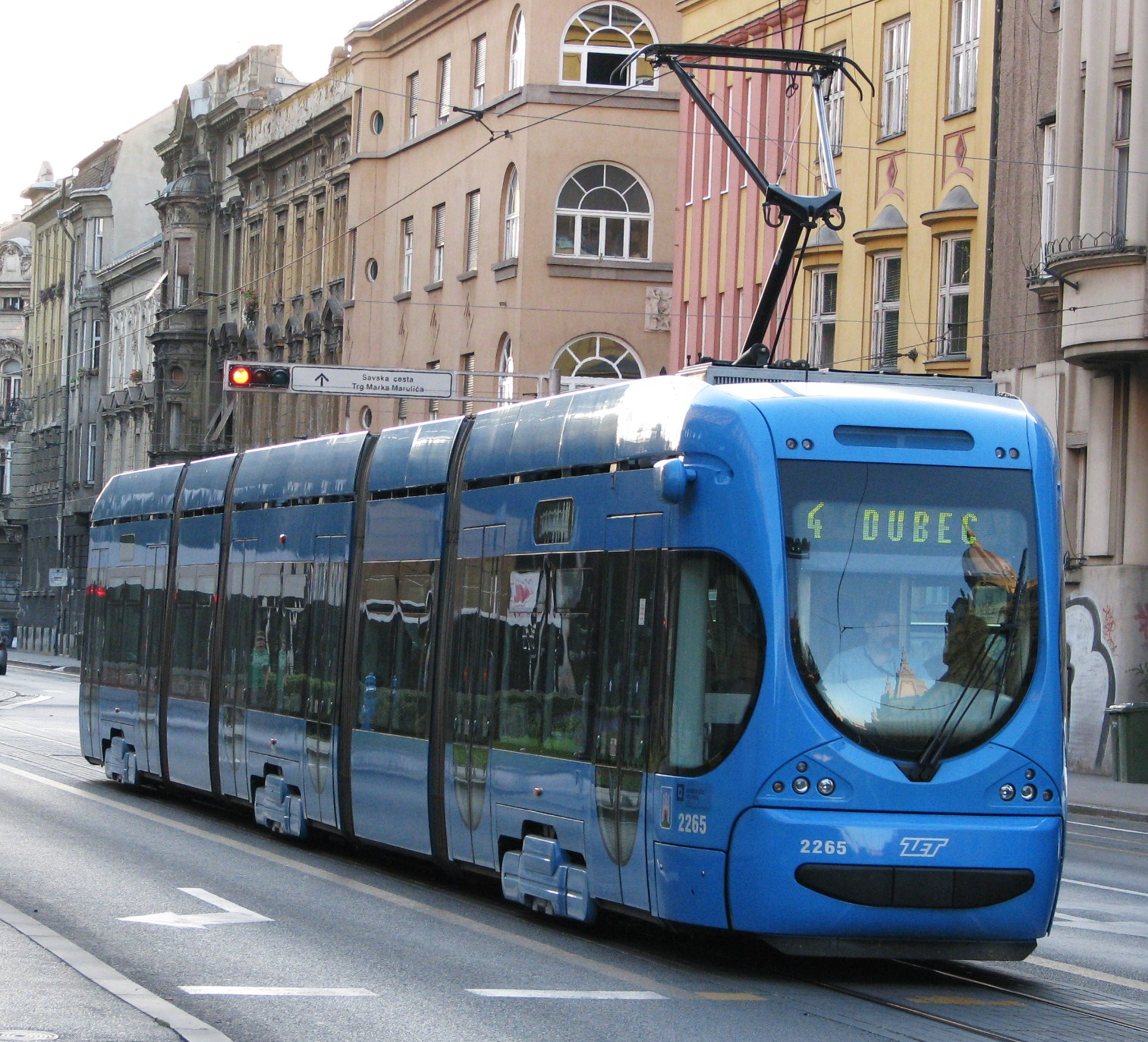
Wagen Nummer 2265 der ZET

CROTRAM ist ein kroatisches Konsortium dreier Unternehmen, das die erste Niederflur-Straßenbahn Kroatiens, das Modell TMK 2200, herstellt. Ursprünglich bestand das Konsortium aus den Unternehmen Končar, Gredelj und Đuro Đaković. ĐĐ verließ das Konsortium jedoch, wobei die Produktion der Drehgestelle und der Hydraulik den deutschen Unternehmen SAMES Hydro-Systemtechnik GmbH & Co. KG und Henschel Antriebstechnik GmbH zugeteilt wurde.
1994 wurden Končar und Gredelj vom Zagreber Verkehrsbetrieb Zagrebački električni tramvaj (ZET), dem Betreiber der Straßenbahn Zagreb, beauftragt, vierachsige Großraumtriebwagen der Typen TMK 200 und TMK 201 umfangreich zu modernisieren. Die Fahrzeuge wurden zu achtachsigen Gelenktriebwagen mit Chopper-Steuerung und modernem Design umgebaut und erhielten die Typenbezeichnung TMK 2100. Ab 1997 beteiligte sich Đuro Đaković an dem Modernisierungsprogramm, das 2003 abgeschlossen wurde, was Anlass zur Gründung des Konsortiums CROTRAM war.
Technisch an die modernisierten Fahrzeuge angelehnt wurde darauffolgend der Typ TMK 2200 entwickelt. Dieses Fahrzeug ist 32 Meter lang, fasst rund 200 Passagiere und ist für eine Höchstgeschwindigkeit von 70 km/h ausgelegt. Bei der Entwicklung der TMK 2200 wurde die Einbindung zeitgemäßer elektrischer Ausrüstung sowie Barrierefreiheit durch Niederflureinstiege und Mehrzweckabteile berücksichtigt. Der Preis zeigte sich im Vergleich zu den Mitbewerbern wie Siemens oder Bombardier verhältnismäßig niedrig.
Die erste Lieferung von 70 Einheiten des Typs TMK 2200 für die Zagrebački električni tramvaj dauerte von Mai 2005 bis Juni 2007. Im Juni 2007 unterschrieben die Stadt Zagreb und ZET einen Auftrag für weitere 70 Einheiten, die bis Ende 2009 ausgeliefert wurden. Der Prototyp der zweiten Serie wurde Ende Dezember 2007 in Zagreb vorgestellt. Die zweite Serie im Umfang von ebenfalls 70 Fahrzeugen wurde bis 2010 ausgeliefert. Als Maxime der beteiligten Firmen Končar, Gredelj und Đuro Đaković wurde festgelegt, dass mindestens 70 % der Fahrzeugkomponenten aus Kroatien kommen sollten, vor allem die Elektronik.
Eine rund zwölf Meter kürzere Variante des Fahrzeugtyps wird unter der Bezeichnung TMK 2200-K bzw. TMK 2300 angeboten. 
Einige ausländische Städte, unter anderem in Australien, Frankreich, Polen und Serbien, zeigten Interesse am TMK 2200. Die Straßenbahn Helsinki nahm 2007 eine Einheit als Leihgabe der ZET in den Probebetrieb, jedoch konnte sich CROTRAM Ende 2010 nicht gegen die Firma Transtech Oy zum Bau neuer Fahrzeuge durchsetzen.